# Желудац
 Желудац (грч. Gaster, лат. ventriculus) је проширени део канала за варење који се пружа од једњака (oesophagus) до дванаестопалачног црева (duodenum). Својим горњим делом желудац комуницира са једњаком преко кардијачног отвора (ostium cardiacum) а својим доњим крајем комуницира са дванаестопалачним цревом преко пилоричног отвора (ostium pyloricum).

## Спољни изглед
По свом облику желудац подсећа на усправљену удицу, чији је савијутак окренут удесно и уназад.
На желуцу се разликују дужи, вертикални и краћи, хоризонтални део. Та два дела желуца заклапају један са другим прав угао, отворен удесно и уназад.
Вертикални део желуца састоји се из кардије, желудачног дна и тела желуца. 
Кардија (pars cardiaca) представља део желуца који окружује ostium cardiacum. Дно желуца (fundus gastricum) је горњи, мањи сегмент вертикалног дела желуца који се налази изнад и улево од кардије. Дно желуца има облик свода, конкавног наниже. Тело желуца (corpus gastricum) представља доњи, већи сегмент вертикалног дела желуца. Оно се пружа од желудачног дна наниже и напред, а на свом доњем крају сужава се и прелази у хоризонтални део желуца.
Хоризонтални део желуца назива се пилорични део (pars pylorica). Његов леви, шири део представља предворје пилоруса (antrum pyloricum), а десни, ужи део је пилорични канал (canalis pyloris).

## Функција

### Варење
У људском дигестивном систему, болус (мала заобљена маса сажвакане хране) улази у стомак кроз једњак преко доњег езофагеалног сфинктера. Желудац ослобађа протеазе (ензиме за варење протеина као што је пепсин) и хлороводоничну киселину, која убија или инхибира бактерије и обезбеђује кисели pH од 2 да би протеазе функционисале. Желудац меша храну кроз мишићне контракције зида које се називају перисталтика – смањујући запремину болуса, пре него што се заокрене око фундуса и тела желуца док се болуси претварају у химус (делимично сварену храну). Химус полако пролази кроз пилорични сфинктер и улази у дуоденум танког црева, где почиње екстракција хранљивих материја.
Желудачни сок у стомаку такође садржи пепсиноген. Хлороводонична киселина активира овај неактивни облик ензима у активни облик, пепсин. Пепсин разлаже протеине у полипептиде.

### Апсорпција
Иако је апсорпција у људском дигестивном систему углавном функција танког црева, извесна апсорпција одређених малих молекула се ипак дешава у желуцу кроз његову слузницу. Овим су обухваћене:
- Вода, ако је тело дехидрирано
- Лекови, као што је аспирин
- аминокиселине[2]
- 10–20% унесеног етанола (нпр. из алкохолних пића)[3]
- Caffeine[4]
- кофеин[5]
- У малој мери витамини растворљиви у води (већина се апсорбује у танком цреву)[6]

Париеталне ћелије људског желуца су одговорне за производњу унутрашњег фактора, који је неопходан за апсорпцију витамина Б12. Б12 се користи у ћелијском метаболизму и неопходан је за производњу црвених крвних зрнаца и функционисање нервног система.

### Контрола секреције и мотилитета
Кретање и проток хемикалија у желуцу контролишу аутономни нервни систем и различити дигестивни хормони пробавног система:
| Гастрин                      | Хормон гастрин изазива повећање лучења из паријеталних ћелија и пепсиногена из главних ћелија у желуцу. Такође изазива повећану покретљивост у стомаку. Гастрин ослобађају Г ћелије у желуцу као одговор на проширење антрума и дигестивних производа (нарочито велике количине непотпуно сварених протеина). Инхибира га нормално мањи од 4 (висока киселина), као и хормон соматостатин. |
| Холецистокинин               | Холецистокинин (CCK) највише делује на жучну кесу, изазивајући контракције жучне кесе, али такође смањује пражњење желуца и повећава ослобађање сока панкреаса, који је алкални и неутралише химус. се синтетише од стране I-ћелија у мукозном епителу танког црева. |
| Секретин                     | На другачији и ретки начин, секретин, који највише делује на панкреас, такође смањује лучење киселине у желуцу. Секретин синтетишу С-ћелије, које се у мањем броју налазе у слузокожи дуоденума као и у слузокожи јејунала. |
| Гастрични инхибиторни пептид | Гастрични инхибиторни пептид (GIP) смањује ослобађање желудачне киселине и умањује покретљивост. синтетишу К-ћелије, које се налазе у слузокожи дуоденума и јејунала. |
| Ентероглукагон               | Ентероглукагон смањује и желудачну киселину и покретљивост. |

Осим гастрина, сви ови хормони искључују рад стомака. Ово је одговор на прехрамбене производе у јетри и жучној кеси, који још нису апсорбовани. Желудац треба да гура храну у танко црево само када црево није заузето. Док је црево пуно и још увек вари храну, желудац делује као складиште за храну.

### Друго
Ефекти епидермалног фактора раста
Епидермални фактор раста (EGF) резултира ћелијском пролиферацијом, диференцијацијом и преживљавањем. EGF је полипептид ниске молекуларне тежине прво пречишћен из подвиличне жлезде миша, али се од тада нађен у многим људским ткивима укључујући подвиличну жлезду и паротидну жлезду. EGF пљувачке, који такође изгледа да је регулисан неорганским јодом из исхране, такође игра важну физиолошку улогу у одржавању интегритета оро-еософагеалног и гастричног ткива. Биолошки ефекти пљувачког ЕГФ-а укључују зарастање оралних и гастроеософагеалних улкуса, инхибицију лучења желудачне киселине, стимулацију синтезе ДНК и заштиту слузокоже од интралуминалних штетних фактора као што су желудачна киселина, жучне киселине, пепсин и трипсин и од физичких, хемијских, и бактеријских агенаса.
Желудац као нутрициони сензор
Људски желудац може да „окуси“ натријум глутамат користећи глутаматне рецепторе и ова информација се преноси до латералног хипоталамуса и лимбичког система у мозгу као сигнал укусности кроз вагусни нерв. Желудац такође може да осети, независно од језика и оралних рецептора за укус, глукозу, угљене хидрате, протеине и масти. Ово омогућава мозгу да повеже нутритивну вредност хране са њиховим укусом.
Тирогастрични синдром
Овај синдром дефинише везу између болести штитне жлезде и хроничног гастритиса, која је први пут описана 1960-их. Овај термин је такође скован да укаже на присуство тироидних аутоантитела или аутоимунске болести штитне жлезде код пацијената са пернициозном анемијом, касном клиничком фазом атрофичног гастритиса. Године 1993. објављено је потпуније истраживање желуца и штитне жлезде, у којем се наводи да је штитна жлезда, ембриогенетски и филогенетски, изведена из примитивног желуца, и да су ћелије штитне жлезде, као што су примитивне гастроентеричне ћелије, мигрирале и специјализовале се за усвајање јодида и складиштење и разраду једињења јода током еволуције кичмењака. Заправо, желудац и штитна жлезда деле способност концентровања јода и многе морфолошке и функционалне сличности, као што су поларитет ћелија и апикални микровили, слични антигени специфични за орган и повезана аутоимунскаа обољења, лучење гликопротеина (тироглобулина и муцина) и пептидних хормона, способност варења и упијања, и на крају, слична способност формирања јодотирозина активношћу пероксидазе, где јодид делује као донор електрона у присуству H2O2. У каснијем периоду, многи истраживачи су објавили критике о овом синдрому.